# Cachona (manzana)
Cachona es el nombre de una variedad cultivar de manzano (Malus domestica). Esta manzana está cultivada en diversos viveros entre ellos algunos dedicados a conservación de árboles frutales en peligro de desaparición. Esta manzana es originaria del Principado de Asturias, donde tuvo su mejor época de cultivo comercial antes de la década de 1960, y actualmente en menor medida aún se encuentra.

## Sinónimos
- "Manzana Cachona",[5][7][8]

## Historia
Asturias presenta unas condiciones de clima y de suelos excelentes para el cultivo del manzano. De hecho, hasta mediados del siglo XX Asturias era la mayor productora de manzana de toda la península ibérica. Sin embargo, esa situación cambió como consecuencia de la aparición de nuevas zonas de cultivo en el nordeste peninsular y, sobre todo, a que en Asturias no se concretaron canales de comercialización adecuados.
'Cachona' es una variedad de manzana culivada en el Principado de Asturias. El cultivo del manzano en Asturias en superficies importantes se remonta a principios del siglo XX. Las plantaciones originales se realizaron con variedades indígenas ('Amandi', 'Carapanón', 'Chata Blanca', 'Reineta Caravia', 'Reineta Encarnada de Asturias' y otras), posteriormente se dio paso a otras variedades extranjeras como la 'Reineta de Canadá' que es la más cultivada actualmente en 2020.
'Cachona' está considerada incluida en las variedades locales autóctonas muy antiguas, cuyo cultivo se centraba en comarcas muy definidas. Se caracterizaban por su buena adaptación a sus ecosistemas y podrían tener interés genético en virtud de su adaptación. Se encontraban diseminadas por todas las regiones fruteras españolas, aunque eran especialmente frecuentes en la España húmeda. Estas se podían clasificar en dos subgrupos: de mesa y de sidra (aunque algunas tenían aptitud mixta).
'Cachona' es una variedad mixta, clasificada como de mesa, también se utiliza en la elaboración de sidra; difundido su cultivo en el pasado por los viveros comerciales y cuyo cultivo en la actualidad se ha reducido a huertos familiares y jardines privados.

## Características
El manzano de la variedad 'Cachona' tiene un vigor Medio; florece a inicios de mayo; tubo del cáliz cónico, corto o alargado, y con los estambres situados por debajo de la mitad.
La variedad de manzana 'Cachona' tiene un fruto de tamaño medio a pequeño; forma cilíndrica o tronco-cónica, con contorno irregular con gibosidades marcadas o acostillado leve; piel semi-brillante; con color de fondo verde amarillo blanquecino, siendo la importancia del sobre color media, el color del sobre color cobre rosado, siendo su reparto en chapa/punteado, presentando chapa cobre rosado en zona de insolación, acusa punteado pequeño, marrón y rojizo sobre la chapa, y blanco o ruginoso sobre el color del fondo, más o menos visible, y una sensibilidad al "russeting" (pardeamiento áspero superficial que presentan algunas variedades) débil; pedúnculo de variada longitud, poco grosor y estrechándose en su mitad, anchura de la cavidad peduncular es mediana, profundidad de la cavidad pedúncular es profunda, con el fondo levemente ruginoso de color oscuro, bordes ondulados irregularmente, y con importancia del "russeting" en cavidad peduncular media; anchura de la cavidad calicina amplia o suavemente estrecha, profundidad de la cav. calicina profunda a la casi superficial pero de marcada cubeta con el fondo fruncido que se prolonga hasta los bordes, acusando un mamelonado tipo 'Calvilla', y con importancia del "russeting" en cavidad calicina débil; ojo grande o pequeño, cerrado, abierto o entreabierto; sépalos largos o partidos, muy compactos en su base y, desde su mitad, vueltos hacia fuera.
Carne de color crema; textura tierna, crujiente y jugosa; sabor característico de la variedad, suavemente acidulado; corazón pequeño bulbiforme-acordado; eje cerrado, agrietado o abierto formando cavernas; celdas semi-arriñonadas, cartilaginosas y cóncavas; semillas pequeñas, redondas, de punta roma o levemente apuntada de color oscuro.
La manzana 'Cachona' tiene una época de maduración y recolección muy tardía en invierno, se recolecta desde mediados de diciembre hasta mediados de enero, madura durante el invierno aguanta varios meses más. Tiene uso mixto pues se usa como manzana de mesa fresca, y también como manzana para elaboración de sidra.